# NGC 1210
NGC 1210 ist eine Linsenförmige Galaxie vom Hubble-Typ SB0 im Sternbild Fornax südlich am Südsternhimmel. Sie ist schätzungsweise 170 Millionen Lichtjahre von der Milchstraße entfernt und hat einen Durchmesser von etwa 75.000 Lichtjahren.

Im selben Himmelsareal befinden sich u. a. die Galaxien NGC 1201 und IC 1895.
Das Objekt wurde am 13. November 1885 von Ormond Stone entdeckt.